# Anguissola (krater)
Anguissola är en nedslagskrater på planeten Merkurius, med en diameter på ungefär 35 kilometer.
2017 uppkallades kratern efter den italienska målaren Sofonisba Anguissola.